# 小眼細鬍鯰
小眼細鬍鯰，為輻鰭魚綱鯰形目塘虱魚科細鬍鯰屬的其中一種，該物種於1942年由Max Poll描述，分布於非洲剛果河流域，體長可達25公分。

## 外部連結
- 小眼細鬍鯰的圖片 （页面存档备份，存于）